# Catalogo Simeis

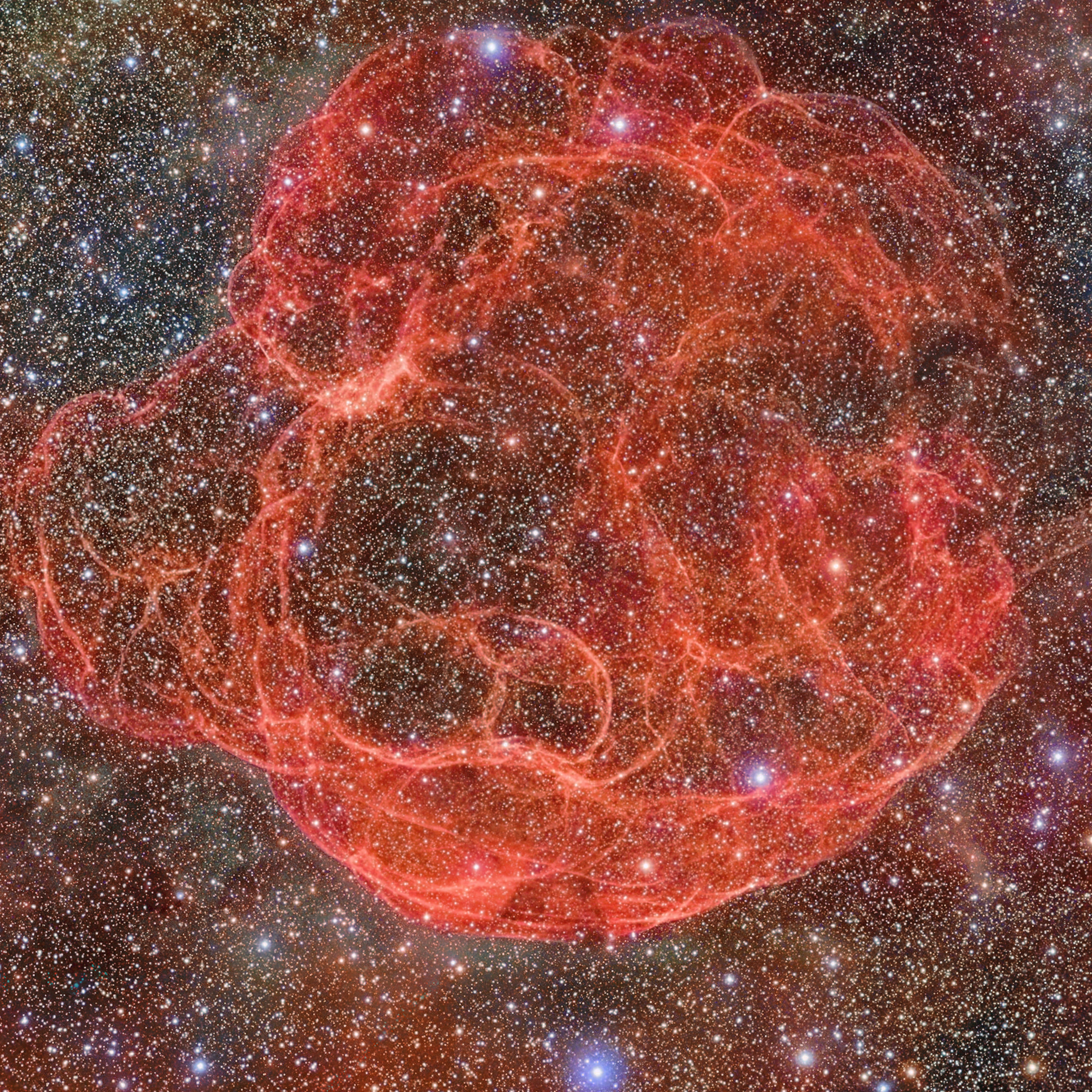
Simeis 147, un celebre resto di supernova noto ancora con la sigla del Catalogo Simeis.

Il Catalogo Simeis è un catalogo astronomico di nebulose a emissione; venne compilato nel 1955 dagli astronomi ucraini Gaze e Shajn presso l'Osservatorio di Simeiz, nella penisola di Crimea, da cui il catalogo prende il nome. Il catalogo venne pubblicato nel Bulletin of the Crimean Astrophysical Observatory" (Izvestiya Krymskoi Astrofizicheskoi Observatorii) e conta 306 oggetti nebulosi situati principalmente nell'emisfero celeste boreale.
Gran parte delle nebulose di questo catalogo hanno anche altre denominazioni, in particolare nei cataloghi di Lynds e nel Catalogo Sharpless, compilati successivamente. Un certo numero di oggetti dell'originale Catalogo Simeis sono stati riconosciuti come di natura indefinita o persino non esistenti; il database SIMBAD indica 232 oggetti che hanno fra i riferimenti il Catalogo Simeis.
Uno dei pochissimi oggetti ancora noti con la sigla di questo catalogo, nonostante riporti anche altre sigle, è Simeis 147, un grande resto di supernova visibile sul confine fra le costellazioni del Toro e dell'Auriga.